# Frederik Hendrikplein

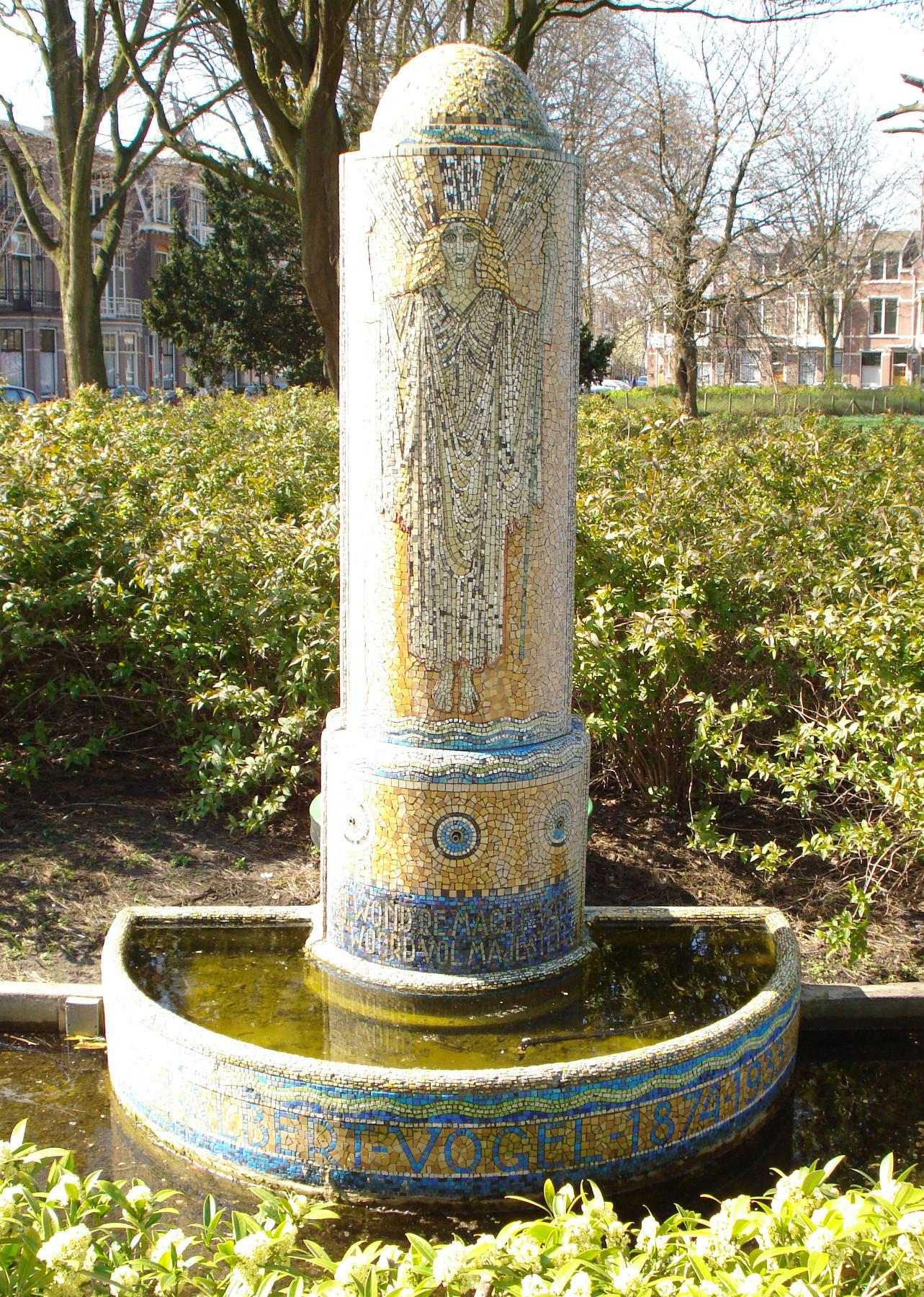
Albert Vogelfontein, ontworpen door Antoon Molkenboer (1936)

Het Frederik Hendrikplein is een plein in het Statenkwartier in Den Haag. Het plein is vernoemd naar Frederik Hendrik (1584 – 1647), de enige zoon van Willem van Oranje en Louise de Coligny.
In 1895 kocht bouwondernemer Adriaan Goekoop een stuk onbewoond duinlandschap van 73 hectare. om er de eerste huizen van het Statenkwartier te bouwen. Dit terrein hoorde bij Scheveningen. De huisnummers lopen nog steeds op vanuit Scheveningen. Het ontwerp voor het stadsuitbreidingsproject werd ingediend door Adriaan Goekoop en notaris Solko J. van den Bergh. Na aanpassing aan de wensen van het stadsbestuur werd het op 29 augustus 1899 door de gemeenteraad vastgesteld. Het plan voorzag in drie pleinvormige kruisingen, het Prins Mauritsplein, het Statenplein en het grote Frederik Hendrikplein. Het werd een residentiële buurt, maar in de Frederik Hendriklaan hadden enkele bewoners beneden een winkel. Een van de bekendste winkels was melkwinkel De Sierkan (nu Albert Heijn).
Het Frederik Hendrikplein is in 1909 ontworpen door Pieter Westbroek, hoofd van de Plantsoenendienst. Zijn stijl was meer landschappelijk dan symmetrisch, zoals ook te zien is in het later naar hem genoemde Westbroekpark. Er kwam een rand hoge bomen om het plein, en in het midden een grasveld met enkele solitaire bomen, struiken en bloembedden.
Het plein ligt tussen de Van Slingelandtstraat en de Van den Eyndestraat. Het wordt doorsneden door de Frederik Hendriklaan, een bekende winkelstraat die door Hagenaars vaak De Fred wordt genoemd. Het grote deel van het plein is nog rustig en parkachtig, het kleine deel heeft een kinderspeelplaats gekregen met klimtoestellen en glijbanen. In 1936 werd in het plantsoen vlak bij de Aert van der Goesstraat een fontein geplaatst ter nagedachtenis aan de militair en voordrachtskunstenaar Albert Vogel sr. De met goudkleurige Venetiaanse mozaïeksteentjes beklede zuil met bassin is ontworpen door Antoon Molkenboer. 
Tussen 1912 en 1948 reden er trams via 2e Sweelinckstraat--Jacob Gillesstraat--Frederik Hendrikplein (ter hoogte van de Boreelstraat)--Frederik Hendriklaan. Hier reden in verschillende periodes lijn 1, 13, 14, en lijn A.